# Al Torres (catch)
Pour les articles homonymes, voir Torres.
Alberto Torres était un catcheur mexicain, né le 2 janvier 1934. Il est connu pour ses titres par équipe au sein de l'équipe Torres Brothers, avec ses frères Enrique et Ramon.

## Décès
Le 13 juin 1971, il affronte Ox Baker. Durant le match, ce dernier lui inflige sa prise de finition The Heart Punch, un coup de poing au niveau du cœur. Al Torres décède quelques jours plus tard d'une crise cardiaque. Un autre homme du nom de Ray Gunkel succombera après avoir participé à ce match. En réalité, Ox Baker n'a pas tué ces deux hommes. Les médecins légistes ont conclu qu'Al Torres a succombé à une maladie cardiaque. Les promoteurs de la fédération ont fait croire le contraire pour attirer le public.

## Palmarès
- American Wrestling Association
  - 1 fois AWA Midwest Tag Team Championship[5] (avec Bob Ellis)

- Georgia Championship Wrestling
  - 1 fois Macon Tag Team Championship[5]  (avec Bill Dromo)

- National Wrestling Alliance
  - 1 fois NWA Florida World Tag Team Championship[6] (avec Enrique Torres)
  - 1 fois NWA Georgia Southeastern Tag Team Championship[6] (avec Ramon Torres)
  - 1 fois NWA Hawaii Tag Team Championship[6] (avec Ramon Torres)
  - 1 fois NWA Mid-Atlantic Tag Team Championship[6] (avec Enrique Torres)
  - 1 fois NWA San Francisco Pacific Coast Tag Team Championship[6] (avec Ron Etchison)
  - 4 fois NWA Wildside Tag Team Championship[6] (avec Ramon Torres)
  - 3 fois WWA Los Angeles World Tag Team Championship[6] (avec Thunderbolt Patterson (1) et Ramon Torres (2))
  - 1 fois NWA Texas Tag Team Championship[5] (avec Enrique Torres)
  - 1 fois Rocky Mountain Heavyweight Championship[5]

- Stampede Wrestling
  - 1 fois Stampede International Tag Team Championship[5] (avec Ramón Torres)
  - 2 fois Madison Middleweight Tag Team Championship [5](avec Curly Gagnon (1) et Arturo Bordega (1))